# Kwaku Etja
Kwaku Etja was een Surinaams marronleider. Hij was granman van de Saramakaners.

## Biografie
Kwaku Etja was een zoon van de leider van de Kumako, Yeba, en kwam uit de familieclan Nasi-lo. In 1773 stelde hij dat de marronage, oftewel het vluchten en in opstand komen van marrons, veroorzaakt werd door het wangedrag van plantagehouders.
Hij werd rond 1775 door het gouvernement geïnstalleerd als granman van de Saramakaners. Hij was de opvolger van Abini die in 1767 om het leven was gekomen in de strijd tegen de Matawai. De strijd was gekomen doordat de Matawai het vredesverdrag van 1762 hadden opgezegd. Alabi, Abini's zoon, was nog te jong om hem op te volgen. Kwaku Etja was granman tot 1783. Een jas, die hij dat jaar tijdens een veldslag droeg, is bewaard gebleven.
Trio/Wayana (lijst) · 
Aluku (lijst) · 
Aukaners (lijst) · 
Kwinti (lijst) · 
Matawai (lijst) · 
Paramaccaners (lijst) · 
Saramaccaners (lijst)
politiek in Suriname · granman · kapitein · basja